# 西大寺ぶるうす
『西大寺ぶるうす』（さいだいじぶるうす）は広井てつおによる日本の漫画作品。

## 概要
1984年、『ミスターバイク』11月号に掲載されたバイク漫画である。その後、続編が1985年、『ミスターバイク』11月号で「続･西大寺ぶるうす」として掲載された。更に23年後の2008年に、『ミスターバイク』で3話が掲載された。1月号に「西大寺ぶるうす ぱぁと・3」、2月号に「西大寺ぶるうす ぱぁと・4」、そして11月号に「西大寺ぶるうす ぱぁと・5.5」である。

## 物語

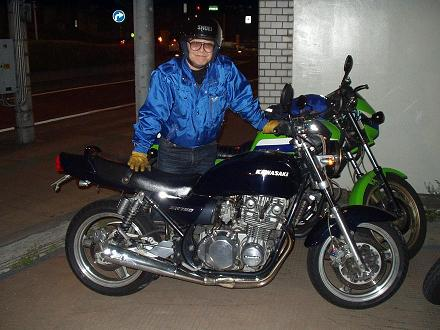
広井本人とゼファー750 2005/5/5撮影

主人公は作者である広井てつお自身である。舞台は広井の故郷である、現在の岡山県岡山市東区だ。
- 「西大寺ぶるうす」は、昭和53年の夏、広井が27歳の時の話である。訳あって岡山でまんがも描かずブラブラしていた。兄弟や従弟たちとバイクを弄る毎日。ある日、近所の運送屋さんの社長宅で警察払い下げの陸王の側車付きを見せられた。
- 「続･西大寺ぶるうす」は、広井が初めてバイクに乗った頃の話がメインである。当然、学生時代のエピソードが多く出てくる。
- 「西大寺ぶるうす ぱぁと・3」は、高校を卒業した息子と中古の原付スクーターを通じて親子の交流が描かれた。作品始めでは亡き母の事も描かれている。
- 「西大寺ぶるうす ぱぁと・4」は、広井の近所に居る刀鍛冶師と、その仕事やバイクの話が描かれた。更に広井の友人たちが彼らのバイクと共に描かれている。その頃、広井はカワサキ・ゼファー750に乗っていた。
- 「西大寺ぶるうす ぱぁと・5.5」は、旭川･吉井川流域の新田開発の話から旧永安橋の話と続き、観音院界隈の話までが、バイク屋アキヤマと織り交ぜて描かれている。最後は、川に自分の取材とアイデアのメモを撒き散らし、それを拾うシーンでストーリーは終わる。

## 西大寺市について
「西大寺ぶるうす」の西大寺とは、旧西大寺市の事である。1969年（昭和44年）2月18日、西大寺市が岡山市へ編入合併された。詳しくは西大寺地域を参照。

## エピソード
実は「西大寺ぶるうす ぱぁと・5.5」を執筆中に胆石で入院、手術する。無事に退院したものの、間も無く上顎歯肉悪性腫瘍と言う癌に侵されていた。延命治療のみとなる闘病生活の最中、病室にパソコンなどの仕事道具を持ち込み、手術直前まで執筆、執念で「西大寺ぶるうす ぱぁと・5.5」を仕上げる。これが広井の漫画家人生最後の作品となった。詳しくは広井てつおを参照。

## 他に収録された雑誌
1988年、『ミスターバイク』5月臨時増刊『ライダーズ ラプソディ』に「西大寺ぶるうす」と「続･西大寺ぶるうす」が収録された。